# Sukhvinder Singh Namdhari
Sukhvinder Singh „Pinky“ Namdhari (* 1965 in Ludhiana) ist ein indischer Tablaspieler.

## Leben und Wirken
Sukhvinder Singh Namdhari wurde in Punjab geboren und wuchs im Ashram Sri Bhaini Sahib auf. Dessen Leiter Jagjit Singh erkannte seine musikalische Begabung und unterrichtete ihn frühzeitig in klassischer hindustanischer Musik und vermittelte ihn an den Lehrer Nihal Singh. Nach seinem ersten öffentlichen Auftritt 1978 wurde er Schüler des Tablameisters Kishan Maharaj. Er trat mit dem Sarodspieler Amjad Ali Khan (mit dem ab 1986 auch erste Alben entstanden) bei Festivals in Indien und Großbritannien auf und tourte ab 1990 mit dem Gitarristen Vishwa Mohan Bhatt durch Indien und die USA. Weitere musikalische Partner waren die Sitarspieler Ravi Shankar und Vilayat Khan, der Flötist Hari Prasad Chaurasia und die Sänger Rajan Sajan Mishra und Jasraj. Als Solist trat er auch mit dem BBC Philharmonic Orchestra in London auf.
Er veröffentlichte mehr als 40 CDs. Er ist auch auf der CD A Meeting by the River (1993) von Ry Cooder und Bhatt, die mit einem Grammy ausgezeichnet wurde, zu hören, weiterhin auf Alben von Hari Prasad Chaurasia, Al Gromer Khan, Wajahat Khan, Vilayat Khan, Scott Matthews und Shahid Parvez.